# Centre de Llançament de Barreira do Inferno
El Centre de Llançament de Barreira do Inferno (portuguès: Centro de Lançamento da Barreira do Inferno; CLBI, trans. "Barrera de l'infern") és un port espacial de l'Agència Espacial Brasilera. Va ser creat en 1965, i se situa a la ciutat de Parnamirim, prop de Natal, la capital de l'estat de Rio Grande do Norte. Ha sigut utilitzat per a 233 llançaments de 1965 fins al a 2007, arribant a 1100 quilòmetres d'altitud.
Proveeix de suport de seguiment pels llançaments des del Centre de Llançament Alcántara i el Port Espacial Europeu de Kourou. El Centre de Llançament d'Alcántara va ser creat com a substitut del Centre de Llançament de Barreira do Inferno, perquè el creixement urbà a la rodalia del Centre de Llançament no va permetre les extensions de la base.

## Llançaments

Llançament del coet Black Brandt el 1973

Des de CLBI s'han llançat tota una sèrie de coets:
- Loki-Dart
- Nike-Cajun
- Orion-OLV
- Nike-Apache
- Aerobee 150
- Javelin
- Nike-Tomahawk
- Black Brant 4A
- Nike-Iroquois
- Boosted Dart
- Super Arcas
- Rocketsonde
- Black Brant 5C
- Black Brant 4B
- Paiute Tomahawk
- Castor Lance
- Black Brant 8B
- Sonda 3
- Skylark 12
- Cuckoo 4
- Nike Orion
- Sonda 4
- VLS-R1
- VS-30

### Projectat
- Operação São Lourenço - VS-40/SARA Suborbital I